# ماركوس ليتي
ماركوس ليتي (بالبرتغالية: Marquinhos Abdalla) مواليد 23 مارس 1952، هو لاعب كرة سلة برازيلي سابق. مثّل منتخب البرازيل لكرة السلة وشارك في كأس العالم لكرة السلة.

## الميداليات
| الميدالية | المسابقة                         |
| --------- | -------------------------------- |
| فضية      | بطولة كأس العالم لكرة السلة 1970 |
| برونزية   | بطولة كأس العالم لكرة السلة 1978 |

## روابط خارجية
- ماركوس ليتي على موقع الاتحاد الدولي لكرة السلة (الإنجليزية)
- ماركوس ليتي على موقع الاتحاد الدولي لكرة السلة (الإنجليزية)
- ماركوس ليتي على موقع الاتحاد الدولي لكرة السلة (الإنجليزية)
- ماركوس ليتي على موقع الاتحاد الدولي لكرة السلة (الإنجليزية)
- ماركوس ليتي على موقع الاتحاد الدولي لكرة السلة (الإنجليزية)
- ماركوس ليتي على موقع الاتحاد الدولي لكرة السلة (الإنجليزية)
- ماركوس ليتي على موقع سبورتس رفرنس (الإنجليزية)
- ماركوس ليتي على موقع كلية كرة السلة في سبورتس رفرنس.كوم (الإنجليزية)
- ماركوس ليتي على موقع ريلجم (الإنجليزية)
- ماركوس ليتي على موقع سبورتس رفرنس (الإنجليزية)